# 真奈りおな
真奈 りおな（まな りおな、1998年〈平成10年〉12月10日 - ）は、日本のAV女優。ARROWS所属。

## 略歴
京都府出身。
2019年3月、プレステージ専属女優としてAVデビュー。デビューのニュースは台湾でも報道された。
2019年4月29日の深夜放送された『家、ついて行ってイイですか?〜【特別版】深夜こっそり…ディープな人生SP』（テレビ東京）に出演。これはデビュー前（2作目の撮影後）に同番組スタッフから偶然声を掛けられ取材を受けたもの。
2019年5月、ティーパワーズへ所属事務所を移籍して「心菜りお（ここな りお）」に改名。以降は、企画単体女優として活動。

## 人物
趣味は漫画、ゲーム。「家でゲームしながらピザ食べて、デートしてる時が一番幸せ」というインドア派。
デビュー前には3人の彼氏と交際し、3人目の男性からは「性欲モンスター」と名付けられた。別れた後、AVデビュー前に連絡が来て「お前が性欲の底が尽いたことないのはわかる」と納得された。ここから地元の友人関係には知れ渡り、女友達から特典映像付き、限定版、通常版の3枚購入するほど応援されている。デビューを決めた時点では両親には内緒にしていたが、デビュー4日前に父親だけには報告している。
学生時代は同級生の女生徒からいじめられており、「保健室引きこもり型」だった。デビューの噂が立つと、地元からはなぜAV女優なのかとやっかみも言われたが「いくらセクシー女優を下に見る人がいても、やろうと思ってもできない人がいる。やれるもんならやってみろ」といじめてきた人たちへの「私はお前らと同じ立場にいない」という復讐心も込められている。
AVデビューは、やってみたことの一つだったとしている。アイドルや女優にも憧れたが何か違うと感じ、テレビを見ると同じくらい輝くAV女優の姿が目に入ったことを挙げている。また、暗い気持ちで職業を選んだわけではなく「自分を見てスッキリしてくれる人が一人でもいるなら超誇り。めっちゃいい仕事じゃないですか?」と答えている。

## 出演作品

### アダルトビデオ

#### 真奈りおな 名義
- 新人 プレステージ専属デビュー モデル体型 身長172cm 20歳 真奈りおな（3月15日、プレステージ）
- スポコス汗だくSEX4本番! 体育会系・真奈りおな act.21（4月15日、プレステージ）
- 本番オーケー!?噂の裏ピンサロ 09（5月17日、プレステージ）
- 天然成分由来 真奈りおな汁 120% 58（6月21日、プレステージ）
- レ×プされ逃げてきた女子大生を軟禁 犯され全身性器になった肉体を貪る異常な絶頂性交（8月1日、Fitch）
- 常に腋見せフェチイメクラ Vol.001（8月2日、ONEZ）
- 新放課後美少女回春リフレクソロジー+ Vol.025（8月9日、宇宙企画）
- 銀河級美少女在籍 全身ずっとベロベロ舐めまくり制服リフレ Vol.001（8月23日、宇宙企画）
- イクイク早漏敏感妹と排卵日子作り物語 ACT.002（9月13日、宇宙企画）
- 銀河級美少女在籍! 即尺即ハメ連続射精お約束のメイドリフレ Vol.001（9月27日、宇宙企画）
- 銀河級美少女在籍! 社長秘書イメクラPREMIUM Vol.001（10月11日、宇宙企画）

#### 心菜りお 名義
- マジックミラー号ハードボイルド 街で働く女性に“濡れると光るストッキング”を履いてもらって美脚を堪能! 興奮してきたらお金で口説いてデカチン激ピストン!（10月24日、サディスティックヴィレッジ）
- 彼女が居ない間に彼女の親友と2人っきりで秘密のナイショSEXを満喫してしまった日の話。 その2（11月1日、DOC）
- 小悪魔挑発美少女 心菜りお（11月1日、MARRION）

- 「彼氏が出来たけど、ゴムを着けてくれないから 練習させて」 布団の中でゴム着け練習中にまさかのゴム内大量発射でクラスメイト女子が発情!?（3月7日、Hunter）
- デカチンの義父を、母がいない3日間弄び続ける、性に奔放な連れ子の美少女姉妹（3月20日、DOC）
- ASMR特化型AV 耳イキHEAVEN vol.01（4月10日、DOC）
- どっく あまちゅあ ちゃんねる vol.9（5月8日、DOC）
- 心菜りお × 葉山夏菜 金髪エロカワギャルズ 男に跨り杭打ちピストン騎乗位! 暴発不可避の本生中SEX!! 12発射4時間（8月21日、プレステージ）
- ノーブラノーパンで挑発してくるスケベ奥さんが隣に引っ越してきた! 心菜りお（11月5日、グローリークエスト）

- 町医者老人の顔舐め中出し変態カルテ 心菜りお（2月4日、グローリークエスト）
- 「ね～、暇だからハメていい?」 性欲が凄すぎて彼氏がゲームに夢中でも勝手にセックスおっぱじめて満足したら射精もさせちゃう小悪魔彼女（4月15日、グローリークエスト）
- #飲み友募集【検証】マッチングアプリで知り合った女の子をお持ち帰りできるのか? Episode3 feat.FALENOTUBE（5月7日、FALENO TUBE）
- 指名No.1 予約1週間待ち ピンサロ嬢店外デートお持ち帰り! 店外(挿入)なら最後(中出し)まで… りおちゃん（7月25日、ナンパJAPAN）
- 素人ホイホイ × MBM バリ可愛フェイスに助平ちゃんがかくれんぼ 堕天使ビッチ爆誕 4 撮り下ろし3名（9月24日、MBM）

- ＃飲み友募集【検証】マッチングアプリで知り合った女の子をお持ち帰りできるのか? The Final Episode feat.FALENOTUBE（10月6日、FALENO TUBE）

### アダルトVR

#### 真奈りおな 名義
- VR解禁 ※落ち込んでいる時に見てください※ 元気が出ること間違い無し!イチャラブ保証ワンチャン有りの褒められまくりデリヘル（7月1日、ワンチャン3DVR）
- 夢の妊娠発情スイッチを入れる伝説のろうそくを手に入れた僕… 高嶺の花!バレー部キャプテンの幼馴染を強制発情させてまんぐり種づけSEX（8月1日、ワンチャン3DVR）
- HQ 劇的超高画質 「近くにお父さんいるから…やめてください…あぁん!」 声我慢し、びしょ濡れシャツを剥ぎ取られ犯される従順制服美少女 真奈りおな（9月21日、ブイワンVR）
- HQ劇的超高画質 家出美少女を見つけたw「アンタ…優しいね、ねぇ、お礼させてっ」 真奈りおな（11月28日、ブイワンVR）

#### 心菜りお 名義
- 目を覚ましたらそこはラブホテル。目の前には後輩の美人受付嬢が…。結婚したばかりの僕は帰ろうとするが酔いが回って動けない。唇まであと数センチで語りかける飲みすぎた僕を介抱してくれた後輩に僕は我慢できず…（9月6日、unfinished）
- 「近くにお父さんいるから…やめてください…あぁん!」 声我慢し、びしょ濡れシャツを剥ぎ取られ犯される従順制服美少女（9月21日、ブイワンVR）
- 奇跡到来!! 金がなくて、激安のデリヘルを頼んだつもりが、まさかの同じマンションで、同時にデリヘルを頼んでいた人がいたのか、明らかにクオリティーが高い美女が間違って僕の部屋に。しかもたっぷりのオプション付きで超ラッキー!!（10月19日、KMPVR）
- 絶対濃密Style 究極プロポーションの愛人と過ごした刺激的な夜（10月23日、KMPVR -bibi-）
- 胸キュン120％のいちゃLOVEフェラVR（11月8日、KMPVR）
- 幼馴染から女子校の文化祭に招待された僕 耳かきリフレでトリプル手コキ!? セーラー服メイド喫茶でハーレムパイズリ!? 打ち上げは僕のチ●ポ争奪パコパコ乱交!? 全3コンテンツ120分HQVR 深田えいみ 稲場るか 桜もこ 富田優衣 心菜りお 東条蒼 柊るい（11月21日、kawaii*）
- 夏休み海の家でアルバイトしていた僕 台風で電車が止まり遊びにきていた女子大生7人と雑魚寝することに…ほろ酔い気分でエッチな雰囲気になり夜な夜なハメまくったあの日 深田えいみ 稲場るか 桜もこ 柊るい 心菜りお 富田優衣 東条蒼（12月12日、kawaii*）

- 乳首責めVR（1月17日、KMPVR）
- もうすぐ結婚を迎える僕と幼馴染の最後のセックス 心菜りお（1月29日、KMPVR）
- 粘膜口移しVR（2月21日、KMPVR）
- 耳舐め手コキVR（2月22日、KMPVR）
- トルネードフェラVR（2月26日、KMPVR）
- 覆い被さり正常位視点VR（3月10日、KMPVR）
- JOI 天井特化アングルVR（5月10日、KMPVR）

### ネット配信
- 【初撮り】ネットでAV応募→AV体験撮影 671 みみ 23歳 花屋のスタッフ（6月11日、シロウトTV）

- りおっち（12月22日、港区女子）

- SSS級美少女がお口とオマ○コで超絶エチエチ音を響かせる【ASMR】チ○コがとろけるほど気持ちいい淫らな音と声! 脳に直激ゼロ距離おしゃぶり音! ”じゅるりじゅるり”とオマ○コ音を鳴らしながら鬼ピストンでイキまくる!!! ＜耳イキヘブン ♯3 りおな@ちゃんねる＞（1月4日、耳イキHEAVEN）
- mana（2月20日、素人ホイホイZ）
- 性に自由奔放で快楽追及者、O型女子りおちゃん見参。新潟で見つけたギャル天使! 顔良し! ノリ良し! スキーもマ●コも滑り良し!! 混浴風呂で密着状態! まんまんとちんちんがビンビンヒートアップ!! オープンスタンスなマ●コにぬちゅぬちゅ滑降挿入! 雪山旅館でオイルまみれの濃厚絡み合いSEX、やっぱりギャルは最高ですww りお 22歳 女子大生（2月24日、SUKEKIYO）
- coco（3月20日、しろうとまんまん）
- エチエチすぎる舌技レロレロベロチュー手コキで射精待った無し! 4（6月25日、DOC）
- 全力でハメ撮りを楽しんじゃう真性エロギャルちゃん降臨!! 男を日替わりで骨抜きにして来たテクニックは超絶品! モデル級の見事な美脚! しなやかに反り返る湾曲ボディを見せつけながら連続絶頂! ち○ぽ欲しがりギャルの発情腰振りセックス!! 「酒のつまみは精子でしょ♪」 りお 21歳 大学3年生 バー○ス○東京でバイト（7月4日、プレステージプレミアム）
- ドスケベギャルゲーマー! まなちゃんに革命を。引きこもりガチなスレンダーボディにハードなセックス教え込みます。顔騎で本イキグショマン味わい尽くし、立ちバックで運動不足解消ピストン! 中出し上等の連続セックスでIQぶちアガりwww【しろうと変態革命 12人目】 まなちゃん 22歳 イケイケ★ギャルゲーマー（7月24日、SUKEKIYO）
- エロギャルとインターバルなしの3連戦! 連続中出し→ダメ押しの手コキ射精で精巣空っぽになるまでヤり尽くす! なーりお 21歳 金髪エロギャル（8月28日、しろうとまんまん）
- Rio（10月8日、MOON FORCE）
- 『ウケるw 超勃起してんじゃん!!』 えちえちギャルが完全主観で全力ち●ぽイジり!!（10月8日、DOC）
- りお 2（12月18日、S-Cute）
- りお（12月25日、S-Cute）

- エロトピア高身長172cm美人GAL!! エチエチ下着で逆ナン上等のハードSEX愛好家!? ノリノリテンションでぶち上げエロ娘たちとSEXパーティー開幕!! 下着が映える極上美女を生チンで直突き!! ガラス越しに友達のアヘ顔観つつ同時昇天!! ヤリサー女子 No.12 りおちゃん 20歳 172cmの高身長のモデル級美女GAL (パリピ)（1月3日、プレステージプレミアム）
- SEXガチ勢!! 高身長Fカップの美女ゲーマー!! 罰ゲームに負けても騎乗位で勝ちにイク!! エチエチ魔人と化した美ギャル引きこもりちゃんの運動不足&性欲解消のEスポーツ的セックスで挿入コンティニュー中出し2発!! AV男優の電話帳 No.60 ここちゃん 20歳 175cmのFカップの美女JD!!（2月5日、プレステージプレミアム）
- 楽勝でパコれるサセ神!! 海ナンパからのゲーセン誘うノリでお持ち帰りウェルカム♪エチエチ美乳尻のバチカワGALが潤んだ瞳で挿入おねだり… 締め付けるキュンキュン膣圧で精子ビュルルン☆ りお（3月19日、黒船）
- ヌキ無し店なのに… 超過剰サービスで疲労も精子もぶっ飛ぶ!! リピート確定! 搾精メンズエステ ＃3（4月8日、DOC）
- おなふりっくす＊ 本気のオナニー見せつけ絶頂集 Vol.01（4月29日、DOC）
- りお（7月19日、Buzzシロウト）

- 【美人すぎる白ギャルは国宝級お乳 & エロトピア高身長172cm美人!! 地元GALコンビ!!】【エチエチ下着で逆ナン上等のハードSEX愛好家!?】【美人すぎる白ギャルは国宝級お乳!! 食い込むTバック美尻!! 顔も!! 乳も!! 尻も!! 全てがパーフェクト】【ノリノリテンションでぶち上げエロ娘たちとSEXパーティー開幕!!】【下着が映える極上美女を生チンで直突き!! ガラス越しに友達のアヘ顔観つつ同時昇天!!】【爆ピスでアヘ顔晒すWギャルはやっぱりエロかった…編】【りおちゃん / 20歳 / 172cmの高身長のモデル級美女GAL(パリピ)】【るいちゃん/21歳 / 神スタイルの天女クラスのモノホン美女!!】朝帰り美女を一挙同時ナンパ配信SP!!（12月28日、プレステージプレミアム）

### イメージビデオ
- Rio Sexy Sweet Silence 心菜りお（2019年7月4日、Rebecca）※BD同時発売[9]

### デジタル写真集
真奈りおな 名義
- PRESTIGE POSE MESSAGE 真奈りおな 01（2024年2月23日、プレステージ出版）

心菜りお 名義
- DOUBLE 心菜りお × 葉山夏菜（2021年12月31日、プレステージ出版）

## 出演

### テレビ
- 家、ついて行ってイイですか? 〜【特別版】深夜こっそり…ディープな人生SP（2019年4月29日、テレビ東京）
- ケンコバのバコバコテレビ（2019年5月10日 - 6月28日、サンテレビ）